# Liste der Burgen, Schlösser, Ansitze und wehrhaften Stätten im Bezirk Hermagor
Diese Liste nennt die Burgen, Schlösser, Ansitze und wehrhaften Stätten im Bezirk Hermagor in Kärnten.

## Erklärung zur Liste
- Name: Name der Anlage.
- Gemeinde: Zeigt an, in welcher Gemeinde das Gebäude steht.
- Lage: Zeigt die Geokoordinaten an.
- Typ: Es wird der Gebäudetyp angegeben, wie Burg, Festung, Schloss, Gutshof, Wehrkirche, Wallanlage.
- Geschichte: geschichtlicher Abriss
- Zustand: Beschreibung des heutigen Zustands bzw. der Verwendung.
- Bild: Zeigt wenn möglich ein Bild des Gebäudes an.
- Denkmalschutz: führt zum Eintrag in der Denkmalliste.

## Liste
| Name                                                       | Gemeinde                | Lage            | Typ                       | Geschichte | Zustand | Bild | Denkmalschutz |
| ---------------------------------------------------------- | ----------------------- | --------------- | ------------------------- | --- | --- | ---- | ------------- |
| Aichelburg                                                 | Sankt Stefan im Gailtal | Lage            | Burg                      | 1307 ein Turm erwähnt, der bald ausgebaut wurde; im 15. Jahrhundert zerstört und wieder aufgebaut, ebenso nach Brand 1516. 1691 nach Brand aufgegeben.                               | Ruine |      | 21326         |
| Schloss Bichlhof (Hof Aichbichl)                           | Sankt Stefan im Gailtal | Lage            | Schloss                   | errichtet als Gutshof um 1600; um 1800 umgestaltet. | erhalten, bewohnt. |      | 21334         |
| Schloss Bodenhof (Padnhof)                                 | Sankt Stefan im Gailtal | Lage            | Schloss                   | im frühen 16. Jahrhundert errichtet (Wirtschaftshof der Aichelburg?); im 17. Jahrhundert erweitert, von damaligem Hof nur mehr östliche Hälfte erhalten, um 1900 umgebaut/renoviert. | umgebaut teilweise erhalten, bewohnt.                                                                                      |      | 21331         |
| Burg Burgegg                                               | Kirchbach               | Lage?           | Burg                      | Mitte 15. Jahrhundert zerstört. | völlig zerfallen. |      | nein          |
| Schloss Dellach                                            | Dellach (Gailtal)       | ungef. Lage?    | Schloss                   | ab 14. Jahrhundert genannt, im 17. Jahrhundert Schloss. | |      | nein          |
| Wehrkirche Egg                                             | Hermagor-Pressegger See | Lage            | Wehrkirche                | spätgotische Kirche. wehrhafte Friedhofsmauer mit Eckturm in der ersten Hälfte des 20. Jahrhunderts abgekommen.                                                                      | Befestigung abgekommen; Kirche erhalten.                                                                                   |      | 17788         |
| Wehrkirche Förolach                                        | Hermagor-Pressegger See | Lage            | Wehrkirche                | gotische Kirche mit wehrhaftem Turm. | einige Schießscharten im Turm erhalten.                                                                                    |      | 17774         |
| Burgstall auf der Gemp                                     | Gitschtal               | Lage            | Burgstall                 | 1328 erwähnt, dass der Burgstall bebaut werden durfte. | spärliche Mauerreste. |      | nein          |
| Schlossbühel Goderschach (Streitberg)                      | Kirchbach               | Lage            | Wallanlage                | Wallanlage. antike Scherbenfunde. | Wallanlage erkennbar. |      | nein          |
| Burg Goldberg (Goldburg)                                   | Dellach (Gailtal)       | ungef. Lage     | Burg                      | 1227 genannt; 1325 nur mehr Burgstall. | verfallen, nur Steinhaufen.                                                                                                |      | nein          |
| Burg Goldenstein                                           | Dellach (Gailtal)       | Lage            | Burg                      | um 1300 errichtet; 1459 zerstört, dann als Schloss wiederaufgebaut. im 17. Jahrhundert verfallen.                                                                                    | Ruine |      | 21389         |
| Burg Golzigeck                                             | Gitschtal               | ungef. Lage?    | Burg?                     | sagenhafte Burgruine | |      | nein          |
| Wehrkirche Görtschach                                      | Hermagor-Pressegger See | Lage            | Wehrkirche                | spätgotische Wehrkirche. | Friedhofsbefestigung abgekommen.                                                                                           |      | 17773         |
| Befestigung Gradisce                                       | Hermagor-Pressegger See | Lage            | Wallanlage                | hallstattzeitlich | |      | 21362         |
| Wehrkirche Grafendorf                                      | Kirchbach               | Lage            | Wehrkirche                | romanische Kirche um 1500 spätgotisch ausgebaut. | eisenbeschlagene Tür |      | 21362         |
| Grafenhof                                                  | Sankt Stefan im Gailtal | Lage            | Gutshof                   | ehem. Meierhof; ab 1797 Sitz der Grafen von Bodenhof und daher lokal als „Schloss“ bezeichnet.                                                                                       | |      | nein          |
| Schloss Greifenstein                                       | Sankt Stefan im Gailtal | Lage            | Schloss                   | errichtet Mitte des 16. Jahrhunderts; 1919 umgebaut, seither Ecktürmchen. | (umgebaut) erhalten; bewohnt.                                                                                              |      | nein          |
| Grünburg                                                   | Hermagor-Pressegger See | Lage            | Burg                      | 1288 erwähnt; Ende 14. Jahrhundert nach Brand wiederaufgebaut. im 17. Jahrhundert bereits verfallen.                                                                                 | kleine Teile der Ringmauer erhalten. Reste des Bergfrieds in Bauernhof verwendet.                                          |      | nein          |
| Höhensiedlung Gurina                                       | Dellach (Gailtal)       | Lage            | Höhensiedlung             | befestigte Siedlung von Bronzezeit bis Spätantike. | Befestigungsreste; teils rekonstruiert.                                                                                    |      | 20551         |
| Burg Hadnischegg                                           | Kirchbach               | ungef. Lage?    | Burg?                     | sagenhaftes Schloss bzw. Burg | verschollen |      | nein          |
| Talsperre Hadnmauer                                        | Hermagor-Pressegger See | Lage            | Sperrmauer                | römerzeitlich | spärliche Mauerreste von Gebäuden und einer Sperrmauer.                                                                    |      | 21380         |
| Heidenbühel                                                | Kötschach-Mauthen       | ungef. Lage     | Festung                   | spätantik (langobardisch?) | im 17. Jahrhundert als Burgstall mit Funden erwähnt; von Franz Jantsch nach dem Ersten Weltkrieg archäologisch untersucht. |      | nein          |
| Heidenturm bei Danz (Haidische Thurn, Heidentempel)        | Hermagor-Pressegger See | Lage            | Wallanlage                | Viereckschanze, vermutlich um die Nassfeldstraße zu kontrollieren. | Wall erkennbar. |      | 17775         |
| Höhensiedlung Kappele                                      | Gitschtal               | Lage            | befestigte Höhensiedlung  | urgeschichtliche Funde. spätantike Höhensiedlung. | Wälle. Mauerreste im Osten: siehe Burgstall Gemp. Im Westen Zisterne.                                                      |      | 21385         |
| Khünburg                                                   | Hermagor-Pressegger See | Lage            | Burg                      | erstmals 1189 genannt. im 16. Jahrhundert Brand, anschließend allmählich verfallen.                                                                                                  | Ruine |      | 7512          |
| Schloss Khünegg                                            | Hermagor-Pressegger See | Lage            | Schloss                   | einfacher Bau des 16. Jahrhunderts, im Kern auf abgebranntes, im 15. Jahrhundert errichtetes Schloss zurückgehend. Nach Brand 1648 umgebaut.                                         | erhalten; bewohnt. |      | 17785         |
| Wallanlage Komitz                                          | Kirchbach               | Lage            | Wallanlage                | Wallanlage; (nur?) der Sage nach Standort eines Schlosses. | Wälle erkennbar. |      | nein          |
| Amtshaus Kötschach                                         | Kötschach-Mauthen       | Lage            | Amtshaus                  | Amtshaus der Herrschaft Pittersberg; errichtet Mitte 16. Jahrhundert; mehrfach umgebaut.                                                                                             | erhalten |      | 20451         |
| Wehrkirche Laas                                            | Kötschach-Mauthen       | Lage            | Wehrkirche                | anstelle einer älteren Kirche ab 1510 spätgotische Kirche errichtet. | Befestigung abgekommen. |      | 20454         |
| Wallanlage Latschach                                       | Hermagor-Pressegger See | Lage            | Wallanlage                | urgeschichtliche Keramikfunde | Wallanlage erkennbar |      | nein          |
| Schloss Lerchenhof                                         | Hermagor-Pressegger See | Lage            | Schloss                   | Biedermeierschloss, um 1850 errichteter Gewerkensitz. | erhalten; bewohnt. |      | 17795         |
| Burg Malenthein (Priessenegg, Freudenstein, Frischenstein) | Hermagor-Pressegger See | Lage            | Burg                      | romanische Burg, um 1520 nach Osten hin erweitert. Ab 17. Jahrhundert Niedergang; 1782 Blitzschlag.                                                                                  | Ruine |      | 7164          |
| Schloss Mandorf                                            | Kötschach-Mauthen       | Lage            | Schloss                   | im 16. Jahrhundert errichtet. | erhalten; bewohnt. |      | 20457         |
| Kastell Mauthen                                            | Kötschach-Mauthen       | Lage            | Kastell                   | spätrömisches Kastell | Ruine |      | 20474         |
| Haus Mauthen                                               | Kötschach-Mauthen       | ungefähre Lage? | Sitz                      | im 14./15. Jahrhundert erwähnt. | abgekommen |      | nein          |
| Edelmannssitz Mitschig                                     | Hermagor-Pressegger See | Lage            | Gutshof                   | etwa ab 1400 bis ins 17. Jahrhundert als Edelmannssitz erwähnt; heutiger Bau im Kern im 16. Jahrhundert errichtet.                                                                   | im Kern des Hauses Mitschig Nr. 2 (Gewölbe) erhalten.                                                                      |      | nein          |
| Wehrkirche Mitschig                                        | Hermagor-Pressegger See | Lage            | Wehrkirche                | Kirche um 1485 befestigt. | Befestigung weitgehend abgekommen; bloß noch Graben am Zugang zur Kirche erkennbar.                                        |      | 17783         |
| Schloss Möderndorf                                         | Hermagor-Pressegger See | Lage            | Schloss                   | Schloss im 16. Jahrhundert errichtet, als Sitz anstelle der aufgelassenen Burg Waidegg.                                                                                              | erhalten; bewohnt. |      | 17789         |
| Burg Nampolach                                             | Hermagor-Pressegger See | ungef. Lage     | Burg                      | sagenhafte Burgruine | lt. Kohla eingewachsene Mauerreste erkennbar.                                                                              |      | nein          |
| Burg Pittersberg                                           | Kötschach-Mauthen       | Lage            | Burg                      | Münzfund – vielleicht hier schon spätantikes Kastell? Burg ab Mitte 13. Jahrhundert genannt; 15./16. Jahrhundert als Schloss bezeichnet; 1640 Ruine. Stellungen im Ersten Weltkrieg. | Ruine |      | 20456         |
| Postran (Bostron)                                          | Hermagor-Pressegger See | ungef. Lage?    | Gutshof                   | im 17. Jahrhundert auf Landkarten Gutshof verzeichnet. | verschollen |      |               |
| Sagrad (Zagrad)                                            | Hermagor-Pressegger See | ungef. Lage     | Burg                      | sagenhafte Burg. Befestigung in Verbindung mit spätantiker Straßensperre? näherstes Gehöft vulgo "Burgstaller".                                                                      | geringe Mauerreste |      | nein          |
| Wehrkirche St. Daniel                                      | Dellach                 | Lage            | Wehrkirche                | spätgotischer Bau (auf wesentlich älterer Grundlage); im 15. Jahrhundert von Türken belagert.                                                                                        | Wehranlagen großteils abgekommen.                                                                                          |      | 20542         |
| Höhensiedlung St. Helena                                   | Dellach (Gailtal)       | Lage            | befestigte Höhensiedlung. | spätkeltische Siedlung, auch in Spätantike und Hochmittelalter besiedelt. | Wallanlage erkennbar. |      | 20546         |
| Wehrkirche St. Lorenzen im Gitschtal                       | Gitschtal               | Lage            | Wehrkirche                | Wehrkirche des 14.(?) Jahrhunderts. Befestigung bei Erweiterung der Kirche im 19. Jahrhundert abgekommen.                                                                            | Kirche umgebaut erhalten; Befestigung abgekommen.                                                                          |      | 21384         |
| Wehrkirche St. Paul an der Gail                            | Sankt Stefan im Gailtal | Lage            | Wehrkirche                | Wehrkirche des 15. Jahrhunderts. | Kirche erhalten; Befestigung abgekommen.                                                                                   |      | 21345         |
| Wehrkirche St. Stefan an der Gail                          | Sankt Stefan im Gailtal | Lage            | Wehrkirche                | spätgotische Wehrkirche | Kirche umgebaut erhalten; Befestigung abgekommen.                                                                          |      | 21329         |
| Wehrkirche St. Leonhard, Schlanitzen                       | Hermagor-Pressegger See | Lage            | Wehrkirche                | spätgotische Kirche, Ende des 15. Jahrhunderts anstelle eines von Türken zerstörten Vorgängerbaus errichtet.                                                                         | |      | 21375         |
| Schönberghof (Fronthurn)                                   | Kirchbach               | Lage            | Gutshof                   | 1470 Gutshof erwähnt; heutiger Hof im Kern aus dem 16. Jahrhundert, im 19. Jahrhundert historistisch umgestaltet und erweitert.                                                      | umgebaut erhalten; bewohnt.                                                                                                |      | nein          |
| Wallanlage Sittmoos                                        | Kötschach-Mauthen       | ungef. Lage?    | Wallanlage                | | |      | nein          |
| Turm Spähbühel                                             | Kötschach-Mauthen       | Lage?           | Befestigung               | spätantike Befestigung zur Sicherung des Plöckenpasses. | Turmrest |      | 20474         |
| Steinwand (Stocksteinwand)                                 | Hermagor-Pressegger See | ungef. Lage     | Burg                      | ab 1500 erwähnt; 1726 abgebrannt, dann als Baumaterial für Stadthäuser verwendet. | geringe Mauerreste (vom Bach aus Grundmauerreste zu sehen)                                                                 |      | nein          |
| Ansitz Thurnhof (Kirchbach)                                | Kirchbach               | Lage            | Gutshof                   | im 15. Jahrhundert Hof erwähnt. Heutiges Gebäude im Kern aus dem 16. Jahrhundert. | modernisiert erhalten. |      | 17761         |
| Schloss Thurnhof (Hermagor)                                | Hermagor-Pressegger See | Lage            | Gutshof                   | im 13. Jahrhundert Befestigung errichtet? Vorburg der Grünburg? 1342 Turm urkundlich erwähnt; im 16. Jahrhundert Wohnhaus angebaut.                                                  | erhalten; teils bewohnt.                                                                                                   |      | 17777         |
| Tischboden                                                 | Dellach (Gailtal)       | Lage            | Siedlungsplatz            | | Plateau mit Hangstufen und Abschnittswällen im Nordosten                                                                   |      | nein          |
| Burg Vorderberg                                            | Sankt Stefan im Gailtal | Lage?           | Burg                      | seit frühem 13. Jahrhundert genannt; 2. Hälfte 13. Jahrhundert zerstört, danach vermutlich nochmals aufgebaut.                                                                       | verfallen. |      | nein          |
| Burg Waidegg (Weidegg)                                     | Kirchbach               | Lage            | Burg                      | Burg ab 1288 genannt, 1365 zerstört. aufgebaut, im 15. Jahrhundert zerstört und aufgegeben.                                                                                          | verfallen. |      | nein          |
| Weidenburg                                                 | Kötschach-Mauthen       | Lage            | Burg                      | Burg um 1200 errichtet. im 16. Jahrhundert aufgegeben. | Ruine |      | 20464         |
| Schloss Weidenburg                                         | Kötschach-Mauthen       | Lage            | Schloss                   | einfacher Bau des 16. Jahrhunderts. 1933 abgebrannt, wiederaufgebaut. | teilweise wiederaufgebaut erhalten.                                                                                        |      | 20467         |
| Schloss Weildegg (Waldeck)                                 | Kötschach-Mauthen       | Lage            | Schloss                   | ab 14. Jahrhundert Sitz erwähnt. heutiges Gebäude im 16. errichtet. | erhalten |      | 20466         |
| Schloss Weißbriach                                         | Gitschtal               | ungef. Lage     | Schloss?                  | sagenhaftes Schloss | verschollen |      | nein          |
| Gut Zossenegg                                              | Sankt Stefan im Gailtal | Lage            | Gutshof                   | Gutshof seit 14. Jahrhundert? heutiger Bau nach Brand 1919 über altem Kern errichtet.                                                                                                | Neubau des 20. Jahrhunderts über älterem Kern.                                                                             |      | nein          |

## Bemerkungen
1. ↑  Franz X. Kohla: Kärntens Burgen, Schlösser, Ansitze und wehrhafte Stätten. Ein Beitrag zur Siedlungstopographie. 2. verm. Auflage. Geschichtsverein für Kärnten, Klagenfurt 1973, S. 3–5.
2. ↑  H. Wiessner, M. Vyoral-Tschapka: Burgen und Schlösser in Kärnten. Hermagor – Spittal – Villach. 2. erw. Auflage. Birken, Wien 1986, S. 8 f.
3. ↑  H. Wiessner, M. Vyoral-Tschapka: Burgen und Schlösser in Kärnten. Hermagor – Spittal – Villach. 2. erw. Auflage. Birken, Wien 1986, S. 9 f.
4. ↑  Franz X. Kohla: Kärntens Burgen, Schlösser, Ansitze und wehrhafte Stätten. Ein Beitrag zur Siedlungstopographie. 2. verm. Auflage. Geschichtsverein für Kärnten, Klagenfurt 1973, S. 26.
5. ↑  Kohla, der die Anlage nicht persönlich besichtigte, beschrieb sie als „auf der Abhanghöhe nördlich von Waidegg, nordöstlich des Burgegger Grabens (etwa Kote 1002) befindlich.“ Die Koordinaten verweisen auf eine kleine Rückfallkuppe östlich des Burgegger Grabens, mit nahezu exakt 1000 m Höhe.
6. ↑  Kohla, der die Anlage nicht persönlich besichtigte, bezeichnete sie als „ehemals befestigte Stätte noch nicht festgestellter Periode.“ Auf der Homepage der Gemeinde Kirchbach wird eine 1458 zerstörte Burg Burgegg erwähnt.
7. ↑  Franz X. Kohla: Kärntens Burgen, Schlösser, Ansitze und wehrhafte Stätten. Ein Beitrag zur Siedlungstopographie. 2. verm. Auflage. Geschichtsverein für Kärnten, Klagenfurt 1973, S. 388 f.
8. ↑  von Kohla nicht lokalisiert; von Holzwurm links des Dellacherbachs eingezeichnet; Koordinaten verweisen zufällig auf eines der größeren Häuser des Dorfs, die schon im Franziszeischen Kataster verzeichnet waren.
9. ↑  Karl Kafka: Wehrkirchen Kärntens I. Birken-Verlag, Wien. 1971. S. 43 f.
10. ↑  Franz X. Kohla: Kärntens Burgen, Schlösser, Ansitze und wehrhafte Stätten. Ein Beitrag zur Siedlungstopographie. 2. verm. Auflage. Geschichtsverein für Kärnten, Klagenfurt 1973, S. 54.
11. ↑  Karl Kafka: Wehrkirchen Kärntens I. Birken-Verlag, Wien. 1971. S. 50.
12. ↑  Franz X. Kohla: Kärntens Burgen, Schlösser, Ansitze und wehrhafte Stätten. Ein Beitrag zur Siedlungstopographie. 2. verm. Auflage. Geschichtsverein für Kärnten, Klagenfurt 1973, S. 66, 394.
13. ↑  Johann Viertler: Zur Lokalisierung der Burgställe Gemp und Streitberg. in: Carinthia I Geschichtsverein für Kärnten, Klagenfurt, 1973. S. 79–82.
14. ↑  Johann Viertler: Befestigte Anlagen und Bodenfunde in Südkärnten. in: Carinthia I, Jg. 160, Geschichtsverein für Kärnten, Klagenfurt 1970. S. 307–308.
15. ↑  Franz X. Kohla: Kärntens Burgen, Schlösser, Ansitze und wehrhafte Stätten. Ein Beitrag zur Siedlungstopographie. 2. verm. Auflage. Geschichtsverein für Kärnten, Klagenfurt 1973, S. 75.
16. ↑  H. Wiessner, M. Vyoral-Tschapka: Burgen und Schlösser in Kärnten. Hermagor – Spittal – Villach. 2. erw. Auflage. Birken, Wien 1986, S. 11.
17. ↑  lt. Wiessner/Vyoral-Tschapka vermutlich etwa 300 m w der Kirche, nahe Bach.
18. ↑  H. Wiessner, M. Vyoral-Tschapka: Burgen und Schlösser in Kärnten. Hermagor – Spittal – Villach. 2. erw. Auflage. Birken, Wien 1986, S. 11f f.
19. ↑  Lokalisierung völlig unklar; irgendwo im Bereich Weißbriach – St. Lorenzen.
20. ↑  Karl Kafka: Wehrkirchen Kärntens I. Birken-Verlag, Wien. 1971. S. 65.
21. ↑  lt. Carinthia I, Bd. 189, S. 360 "Edling Nr. 22".
22. ↑  H. Wiessner, M. Vyoral-Tschapka: Burgen und Schlösser in Kärnten. Hermagor – Spittal – Villach. 2. erw. Auflage. Birken, Wien 1986, S. 13 f.
23. ↑  H. Wiessner, M. Vyoral-Tschapka: Burgen und Schlösser in Kärnten. Hermagor – Spittal – Villach. 2. erw. Auflage. Birken, Wien 1986, S. 17 f.
24. ↑  Paul Gleirscher: Neues zur Gurina im Gailtal. in: Carinthia I, Jg. 187, Geschichtsverein für Kärnten, Klagenfurt 1997. S. 19–64.
25. ↑  lt. Kohla „hoch über dem Ort Waidegg am Südabhang des Hohenwart.“
26. ↑  Auf der Homepage der Gemeinde Kirchbach wird eine 1458 zerstörte Burg Halischegg (sic!) erwähnt.
27. ↑  lt. Kohla „östlich Würmlach“
28. ↑  Johann Viertler: Zur Lokalisierung der Burgställe Gemp und Streitberg. in: Carinthia I Geschichtsverein für Kärnten, Klagenfurt, 1973. S. 79–82.
29. ↑  H. Wiessner, M. Vyoral-Tschapka: Burgen und Schlösser in Kärnten. Hermagor – Spittal – Villach. 2. erw. Auflage. Birken, Wien 1986, S. 18f f.
30. ↑  H. Wiessner, M. Vyoral-Tschapka: Burgen und Schlösser in Kärnten. Hermagor – Spittal – Villach. 2. erw. Auflage. Birken, Wien 1986, S. 20.
31. ↑  Johann Viertler: Befestigte Anlagen und Bodenfunde in Südkärnten. in: Carinthia I, Jg. 160, Geschichtsverein für Kärnten, Klagenfurt 1970. S. 306–307.
32. ↑  H. Wiessner, M. Vyoral-Tschapka: Burgen und Schlösser in Kärnten. Hermagor – Spittal – Villach. 2. erw. Auflage. Birken, Wien 1986, S. 33.
33. ↑  Karl Kafka: Wehrkirchen Kärntens I. Birken-Verlag, Wien. 1971. S. 104.
34. ↑  H. Wiessner, M. Vyoral-Tschapka: Burgen und Schlösser in Kärnten. Hermagor – Spittal – Villach. 2. erw. Auflage. Birken, Wien 1986, S. 22.
35. ↑  H. Wiessner, M. Vyoral-Tschapka: Burgen und Schlösser in Kärnten. Hermagor – Spittal – Villach. 2. erw. Auflage. Birken, Wien 1986, S. 23 ff.
36. ↑  H. Wiessner, M. Vyoral-Tschapka: Burgen und Schlösser in Kärnten. Hermagor – Spittal – Villach. 2. erw. Auflage. Birken, Wien 1986, S. 30 f.
37. ↑  H. Wiessner, M. Vyoral-Tschapka: Burgen und Schlösser in Kärnten. Hermagor – Spittal – Villach. 2. erw. Auflage. Birken, Wien 1986, S. 32 f.
38. ↑  H. Wiessner, M. Vyoral-Tschapka: Burgen und Schlösser in Kärnten. Hermagor – Spittal – Villach. 2. erw. Auflage. Birken, Wien 1986, S. 25 f.
39. ↑  Karl Kafka: Wehrkirchen Kärntens II. Birken-Verlag, Wien. 1972. S. 9 f.
40. ↑  H. Wiessner, M. Vyoral-Tschapka: Burgen und Schlösser in Kärnten. Hermagor – Spittal – Villach. 2. erw. Auflage. Birken, Wien 1986, S. 26 f.
41. ↑  lt. Kohla westlich des Rauterhofs.
42. ↑  H. Wiessner, M. Vyoral-Tschapka: Burgen und Schlösser in Kärnten. Hermagor – Spittal – Villach. 2. erw. Auflage. Birken, Wien 1986, S. 33 ff.
43. ↑  Karl Kafka: Wehrkirchen Kärntens II. Birken-Verlag, Wien. 1972. S. 63 f.
44. ↑  H. Wiessner, M. Vyoral-Tschapka: Burgen und Schlösser in Kärnten. Hermagor – Spittal – Villach. 2. erw. Auflage. Birken, Wien 1986, S. 36.
45. ↑  H. Wiessner, M. Vyoral-Tschapka: Burgen und Schlösser in Kärnten. Hermagor – Spittal – Villach. 2. erw. Auflage. Birken, Wien 1986, S. 32.
46. ↑  H. Wiessner, M. Vyoral-Tschapka: Burgen und Schlösser in Kärnten. Hermagor – Spittal – Villach. 2. erw. Auflage. Birken, Wien 1986, S. 16.
47. ↑  H. Wiessner, M. Vyoral-Tschapka: Burgen und Schlösser in Kärnten. Hermagor – Spittal – Villach. 2. erw. Auflage. Birken, Wien 1986, S. 28 f.
48. ↑  H. Wiessner, M. Vyoral-Tschapka: Burgen und Schlösser in Kärnten. Hermagor – Spittal – Villach. 2. erw. Auflage. Birken, Wien 1986, S. 27 f.
49. ↑  Johann Viertler: Befestigte Anlagen und Bodenfunde in Südkärnten. in: Carinthia I, Jg. 160, Geschichtsverein für Kärnten, Klagenfurt 1970. S. 309–310.
50. ↑  H. Wiessner, M. Vyoral-Tschapka: Burgen und Schlösser in Kärnten. Hermagor – Spittal – Villach. 2. erw. Auflage. Birken, Wien 1986, S. 36 f.
51. ↑  H. Wiessner, M. Vyoral-Tschapka: Burgen und Schlösser in Kärnten. Hermagor – Spittal – Villach. 2. erw. Auflage. Birken, Wien 1986, S. 37 f.
52. ↑  H. Wiessner, M. Vyoral-Tschapka: Burgen und Schlösser in Kärnten. Hermagor – Spittal – Villach. 2. erw. Auflage. Birken, Wien 1986, S. 39 ff.
53. ↑  H. Wiessner, M. Vyoral-Tschapka: Burgen und Schlösser in Kärnten. Hermagor – Spittal – Villach. 2. erw. Auflage. Birken, Wien 1986, S. 39 ff.
54. ↑  H. Wiessner, M. Vyoral-Tschapka: Burgen und Schlösser in Kärnten. Hermagor – Spittal – Villach. 2. erw. Auflage. Birken, Wien 1986, S. 42 f.
55. ↑  H. Wiessner, M. Vyoral-Tschapka: Burgen und Schlösser in Kärnten. Hermagor – Spittal – Villach. 2. erw. Auflage. Birken, Wien 1986, S. 43 f.

- Karte mit allen Koordinaten:
- OSM |
- WikiMap